# Einabus
Einabus, en arabe : عينابوس, est un village du gouvernorat de Naplouse en Palestine, situé à 12 km au sud de Naplouse, au centre de la Cisjordanie.
Selon le recensement du bureau central palestinien des statistiques, la localité compte une population de 2 891 habitants en 2017.